# Årjäng (comune)
Årjäng è un comune svedese di 9 865 abitanti, situato nella contea di Värmland. Il suo capoluogo è la cittadina omonima.

## Località
Nel territorio comunale sono comprese le seguenti aree urbane (tätort):
- Årjäng
- Töcksfors